# Détachement d'armée Fretter-Pico
Le détachement d'armée Fretter-Pico (Armee-Abteilung Fretter-Pico en allemand) est un détachement d'armée allemand de la Wehrmacht lors de la Seconde Guerre mondiale.
Il est formé le 23 décembre 1942 pendant la bataille de Stalingrad, d'abord ainsi appelé du nom de son chef Maximilian Fretter-Pico, puis numéroté XXX. Armeekorps le 3 février 1943.
Constituée au nord de la boucle du Don et sous contrôle de la Heeresgruppe B, cette unité passe sous celui de la Heeresgruppe Don en janvier 1943, et se trouve au sud-ouest de Vorochilovgrad lors de sa numérotation de février.

## Organisation

### Commandant
| Date                              | Grade                  | Commandant              |
| --------------------------------- | ---------------------- | ----------------------- |
| 23 décembre 1942 - 3 février 1943 | General der Artillerie | Maximilian Fretter-Pico |

### Chef d'état-major
| Date                              | Grade            | Commandant    |
| --------------------------------- | ---------------- | ------------- |
| 23 décembre 1942 - 3 février 1943 | Oberst (colonel) | Walter Botsch |

### Officier d'opérations
| Date                              | Grade | Commandant       |
| --------------------------------- | ----- | ---------------- |
| 23 décembre 1942 - 3 février 1943 | Major | Gerhard Reimpell |

## Zones d'opérations
Front de l'Est, secteur sud : décembre 1942 - février 1943.

## Ordre de bataille
en janvier 1943
- Gruppe Kreysing (3. Gebirgs-Division),
- 304. Infanterie-Division,
- Gruppe Nagel,
- Brigade Schuldt,
- 3e division d'infanterie italienne « Ravenna» (it) + Raggruppamento CC.NN. “23 Marzo”.